# Ковалёв, Александр Анатольевич
Александр Анатольевич Ковалёв (род. 13 октября 1968, Оренбург, СССР) — российский баскетбольный тренер, заслуженный тренер Российской Федерации. С 2019 года занимает должность главного тренера женской сборной России по баскетболу.

## Биография
Имел непродолжительную игровую карьеру, выступал за оренбургские команды. Окончил Оренбургский государственный педагогический университет по специальности «тренер-преподаватель» по баскетболу. С 1988 года работал тренером в ДЮСШ. В 1994 году пришёл на должность помощника главного тренера оренбургского женского баскетбольного клуба «Надежда». Через год был назначен главным тренером. В этом качестве проработал до конца 2005 года, в последнее время в тандеме с Дмитрием Шувагиным.
В марте 2006 года стал тренером-консультантом в курском «Динамо», вскоре занял должность главного тренера, заключив контракт на три года. Однако уже в начале 2007 года подал в отставку после череды поражений команды. Летом того же года возглавил сборную России по баскетболу среди студенток, которая выиграла серебряные медали на Универсиаде в Бангкоке. За успехи со сборной был номинирован на приз «Золотая корзина». Осенью 2007 года вошёл в тренерский штаб московского ЖБК ЦСКА, став помощником Гундарса Ветры. Летом 2008 года выиграл с молодёжной сборной России чемпионат Европы. В том же году перешёл на работу в «Спартак» из подмосковного Видного (позднее «Спарта&К»), где занимал должность помощника главного тренера три года.
Летом 2011 года вернулся в «Надежду» в качестве главного тренера, позднее работал в клубе также на должности помощника тренера. Покинул команду в 2018 году после окончания срока контракта. Входил в тренерский штаб женской сборной России, выигравшей чемпионат Европы в 2011 году. В 2017 году выиграл чемпионат мира с командой девушек до 19 лет, с в 2019 году — чемпионат Европы с командой до 16 лет. В октябре 2019 года назначен главным тренером женской сборной России.

## Семья
Жена — Наталья Ковалёва, профессиональная баскетболистка, выступала за ЖБК «Надежда». Есть дочь.